# Должицкая волость (Дновский район)
Должицкая волость — бывшая административно-территориальная единица 3-го уровня (1995—2005) в Дновском районе Псковской области России.
Административный центр — деревня Искра.

## География
Территория волости находилась на юго-востоке района.

## История
Территория волости в 1927 году вошла в Дновский район в виде ряда сельсоветов.
Указом Президиума Верховного Совета РСФСР от 16 июня 1954 года Дубровский и Скугровский сельсоветы были объединены в Должицкий сельсовет с центром в д. Искра.
Постановлением Псковского областного Собрания депутатов от 26 января 1995 года все сельсоветы в Псковской области были переименованы в волости, в том числе Должицкий сельсовет был превращён в Должицкую волость с центром в д. Искра.
Законом Псковской области от 28 февраля 2005 года в границах части Должицкой и части Голубовской волостей было образовано муниципальное образование Искровская волость с административным центром в деревне Искра. При этом деревня Пригородный вошла в городское поселение Дно, другая часть из 9 деревень Должицкой волости вошла в Лукомскую волость.

## Населённые пункты
В состав Голубовской волости входили 30 деревень: Бабурино, Белошкино, Васьково, Верхоручье, Вороново, Гарицы, Гористо, Гривы, Должицы, Дубняк, Дуброво, Залесье, Заполье, Искра, Калиновка, Карзово, Лучкино, Лядины, Мочилки, Переходы, Пески,  Пневно, Пригородный, Ручьи, Скугры, Смолино, Соснивицы, Чернобожье, Чубаково, Щиленка